# 克拉斯尼利夫卡
51°36′57″N 24°48′41″E / 51.61583°N 24.81139°E
克拉斯尼利夫卡（烏克蘭語：Краснилівка），是烏克蘭西北部的村莊，隸屬沃倫州的卡明-卡希爾斯基區。該村始建於1792年，面積1.95平方公里，海拔高度153米，2001年人口480，人口密度每平方公里246.15人。